# Raymond Greenleaf
Pour les articles homonymes, voir Greenleaf.
Raymond Greenleaf, né à Gloucester, Massachusetts, le 1er janvier 1892, et mort à Woodland Hills (Los Angeles) le 29 octobre 1963, est un acteur américain.

## Filmographie

### Au cinéma
- 1948 : La Cité sans voiles (The Naked City) de Jules Dassin
- 1948 : For the Love of Mary de Frederick de Cordova
- 1948 : Deep Waters de Henry King
- 1949 : La Furie des tropiques (Slattery's Hurricane) d'André de Toth : L'amiral William F. Ollenby
- 1949 : Ville haute, ville basse (East Side, West Side) de Mervyn LeRoy : Horace Elcott Howland
- 1949 : L'Héritage de la chair (Pinky) de John Ford et Elia Kazan : Juge Shoreham
- 1949 : L'Extravagant M. Philips (A Kiss in the Dark) de Delmer Daves
- 1949 : Les Fous du roi (All the King's Men) de Robert Rossen
- 1949 : Terreur en Corée (State Department : File 649) de Sam Newfield
- 1949 : La Brigade des stupéfiants (Port of New York) de László Benedek : John J. Meredith, chef des opérations du Bureau des Narcotiques
- 1950 : La Perfide (Harriet Craig) de Vincent Sherman : Henry Fenwick
- 1950 : La Flamme qui s'éteint (No Sad Songs for Me) de Rudolph Maté
- 1950 : Le Petit Train du Far West (A Ticket to Tomahawk) de Richard Sale
- 1950 : David Harding, Counterspy de Ray Nazarro
- 1950 : On the Isle of Samoa de William Berke
- 1951 : Pier 23 de William Berke
- 1951 : Al Jennings of Oklahoma (it) de Ray Nazarro
- 1951 : L'Énigme du lac noir (The Secret of Convict Lake) de Michael Gordon : Tom Fancher
- 1951 : Les Filles du service secret (en) (FBI Girl) de William Berke
- 1951 : Rendez-moi ma femme (As Young as You Feel) de Harmon Jones
- 1951 : Dix de la légion (Ten Tall Men) de Willis Goldbeck
- 1951 : Je veux un millionnaire (A Millionaire for Christy) de George Marshall
- 1951 : Storm Warning de Stuart Heisler : Faulkner
- 1952 : Bas les masques (Deadline - U.S.A.) de Richard Brooks
- 1952 : Washington Story (en) de Robert Pirosh
- 1952 : Paula de Rudolph Maté : Président Russell
- 1952 : La Collégienne en folie (She's Working Her Way Through College) de H. Bruce Humberstone : Fred Copeland
- 1952 : Un si doux visage (Angel Face) d'Otto Preminger : Arthur Vance
- 1952 : Bonzo goes to college (en) de Frederick de Cordova
- 1952 : Le Traître du Texas (Horizons West) de Budd Boetticher
- 1953 : Le Bagarreur du Pacifique (South Sea Woman) d'Arthur Lubin : Capitaine à la cour martiale
- 1953 : La Rivière de la poudre (Powder River) de Louis King : Prudy
- 1953 : The Bandits of Corsica de Ray Nazarro
- 1953 : Trois marins et une fille (Three Sailors and a Girl) de Roy Del Ruth
- 1953 : La Dernière Chevauchée (The Last Posse) d'Alfred L. Werker
- 1954 : C'est pas une vie, Jerry (Living It Up) de Norman Taurog : Chef d'orchestre
- 1955 : Le Fils de Sinbad (Son of Sinbad) de Ted Tetzlaff
- 1955 : Le Souffle de la violence (The Violent Men) de Rudolph Maté
- 1955 : Les Inconnus dans la ville (Violent Saturday) de Richard Fleischer
- 1955 : Headline Hunters de William Witney
- 1955 : Le Rendez-vous de 4 heures (Texas Lady) de Tim Whelan
- 1956 : Ne dites jamais adieu (Never Say Goodbye) de Jerry Hopper : Dr Kelly Andrews
- 1956 : Over-Exposed de Lewis Seiler : Max West, photographe
- 1956 : Le tueur aux aguets (en) (When Gangland Strikes) de R. G. Springsteen
- 1956 : L'Extravagante Héritière (You Can't Run Away from It) de Dick Powell
- 1957 : Spoilers of the Forest de Joseph Kane
- 1957 : Terre sans pardon (Three Violent People) de Rudolph Maté : Carleton
- 1957 : Un seul amour (Jeanne Eagels) de George Sidney : Avocat des personnes âgées
- 1957 : Monkey on My Back d'Edward Small
- 1957 : The Night the World Exploded de Fred F. Sears
- 1957 : No Time to Be Young de David Lowell Rich
- 1958 : Les Pillards du Kansas (Quantrill's Raiders) d'Edward Bernds
- 1958 : Les Boucaniers (The Buccaneer) d'Anthony Quinn
- 1959 : Du sang en première page (The Story on Page One) de Clifford Odets : Juge Carey
- 1960 : Du haut de la terrasse (From the Terrace) de Mark Robson
- 1961 : Amour sauvage (Wild in the Country) de Philip Dunne
- 1962 : Le Prisonnier d'Alcatraz (Birdman of Alcatraz) de John Frankenheimer : Le juge

### À la télévision
- 1960 : Au nom de la loi  : saison 3 épisode 11 (Une mère, mais aussi une grand-mère (One Mother Too Many)) : Le juge Timothy Banning